# Selimir Radulović
Pour les articles homonymes, voir Radulović.
Compléments
- Ancien étudiant de la Faculté de philosophie de l'université de Novi Sad
- Directeur de la Bibliothèque de la Matica srpska

Selimir Radulović (en serbe cyrillique : Селимир Радуловић ; né en 1953 à Cetinje) est un écrivain, un poète et un homme de théâtre serbe. En 2015, il est le directeur de la Bibliothèque de la Matica srpska à Novi Sad.

## Biographie
Né en 1953 à Cetinje, Selimir Radulović sort diplômé du Département de littérature de la Faculté de philosophie de l'université de Novi Sad.
De 1990 à 1992, il est secrétaire du Département de la culture de la province autonome de Voïvodine. De 1992 à 1997, il est directeur du Centre culturel de Novi Sad et crée le festival Infant, le festival international de théâtre alternatif et nouveau, qui devient bientôt l'un des festivals les plus prestigieux de cette partie de l'Europe ; c'est également pendant son mandat qu'est créé le Festival d'été de Novi Sad qui présente des productions théâtrales.
De 1997 à 2000, Selimir Radulović est président de l'Association des écrivains de Voïvodine puis, de 2001 à 2012, il est rédacteur en chef de la maison d'édition Orfeus, l'une des plus importantes de la province. De 2012 à 2014, il est directeur du festival de théâtre Sterijino pozorje puis devient le directeur de la Bibliothèque de la Matica srpska.

## Œuvres
Poésie
- Poslednji dani (Les derniers Jours), bibliothèque Žarko Zrenjanin, Zrenjanin, 1986.
- San o praznini (Un Rêve sur le vide), 1993.
- U sjenku ulazim, oče, Vreme knjige, Belgrade, 1995.
- О tajni rizničara svih suza, Narodna knjiga, Belgrade, 2005.
- Snovi svetog putnika (Les Rêves du saint voyageur) Prometej, Novi Sad, 2009.
- Pod kišom suza s Patmosa, SKZ, Belgrade, 2012.

Anthologies
- Panorama savremenog pesništva u Vojvodini (Panorama de la poésie contemporaine en Voïvodine), 1985.
- Smetnje na vezama, 1988.
- Antologija savremenog pesništva u Vojvodini (Anthologie de la poésie contemporaine en Voïvodine), 1990.
- Zlatni vek srpskog pesništva, 1910-2010 (L'Âge d'or de la poésie serbe, 1910-2010), 2010.

## Récompenses
- Charte de novembre de la ville de Novi Sad (Novembarska povelja grada Novog Sada), 1994[2]
- Iskra kulture
- Sceau de la ville de Sremski Karlovci (Pečat varoši sremskokarlovačke)
- la Plume de Kočić (Kočićevo pero)
- Prix de la Foire de printemps de Banja Luka, 2008
- Prix Teodor Pavlović, 2012,
- Prix Vuk Karadžić, Prix Miodrag Đukić et Prix Simo Matavulj, 2013.